# محيوة
محيوه بإسكان الميم فحاء مفتوحة فياء مشددة مكسوره فواو مفتوحة فهاء في آخرة هكذا ينطق باسمها الآن
وهي هضبة حمراء تقع في غرب القصيم

## التاريخ
محيوة قديمة وتاريخياً كانت لبني أسد ثم لبني والبة وقد وردت في شعر أمرئ القيس الكندي وكان أسمها محياه
عفا شطب من اهله فغرور
فموبوله إن الديار تدور
فجزع محياة كأن لم تقم به
سلامة حولا كاملا وقذور
وفي هذا الزمن هي قطاع من الملك عبدالعزيز للأمير فيحان الذويبي أقتطعها له عام ١٣٥١ هـ وهي عبارة عن هضاب حمر في الشرق من نفود الميسرية

## السكان
سكنها الأمير فيحان الذويبي العمري الحربي ثم انتقل منها الى الخربه والميسرية واستقر في عطا قبل وفاته والان يسكنها قوم من البدارين من بني عمر من حرب

## الموقع الجغرافي
محيوة غرب من منطقة القصيم وتبعد عن مدينة بريدة 157 كم . وعن محافظة الرس 76 كم . وعن محافظة النبهانية 43 كم .

## المناخ
المناخ قاري صحراوي، حار جاف صيفًا بارد مُمطر شتاء ، وتبلغ درجة الحرارة صيفًا 45°م، وفي الشتاء تصل 3- مادون الصفر ومتوسط سقوط 